# الخادمة التي وظفتها مؤخرا غامضة
الخادمة التي وظفتها مؤخرا غامضة هي سلسلة مانغا يابانية من تأليف ورسم واكامي كونبي، نشرت في البداية على الإنترنت ثم نشرت في مجلة تابعة لغانغان كوميكس في يناير 2020 وتم جمعها في 5 تانكوبون وتم عمل مسلسل أنمي من إنتاج سيلفر لينك صدر في يوليو 2022.